# Heilige Drei Könige (Merklingen)

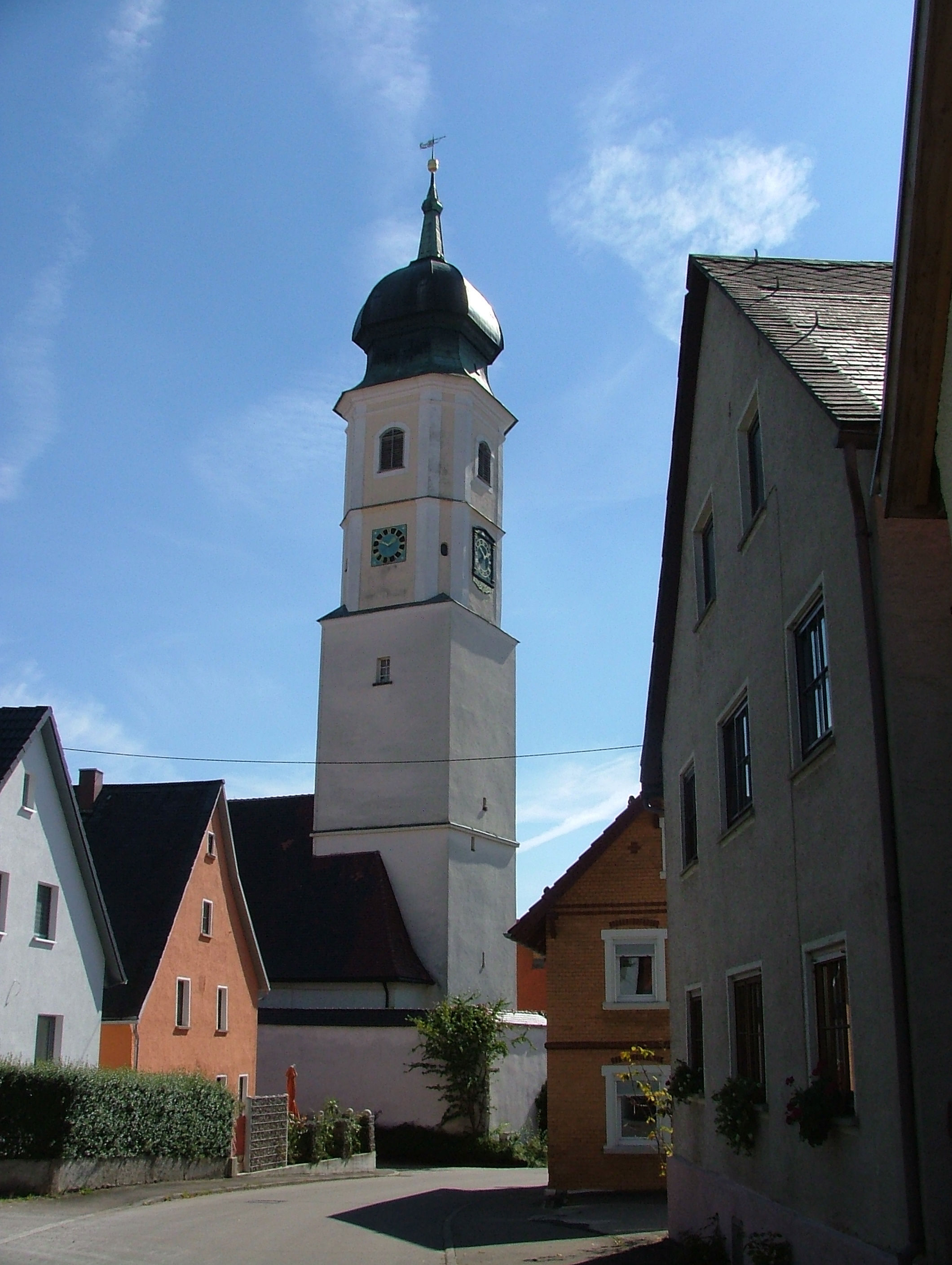
Heilige Drei Könige in Merklingen

Die evangelische Pfarrkirche Heilige Drei Könige steht in Merklingen, einer Gemeinde im Alb-Donau-Kreis in Baden-Württemberg. Die Kirchengemeinde gehört zum Kirchenbezirk Blaubeuren der Württembergischen Landeskirche. Das Bauwerk ist beim Landesamt für Denkmalpflege Baden-Württemberg als Baudenkmal eingetragen.

## Beschreibung

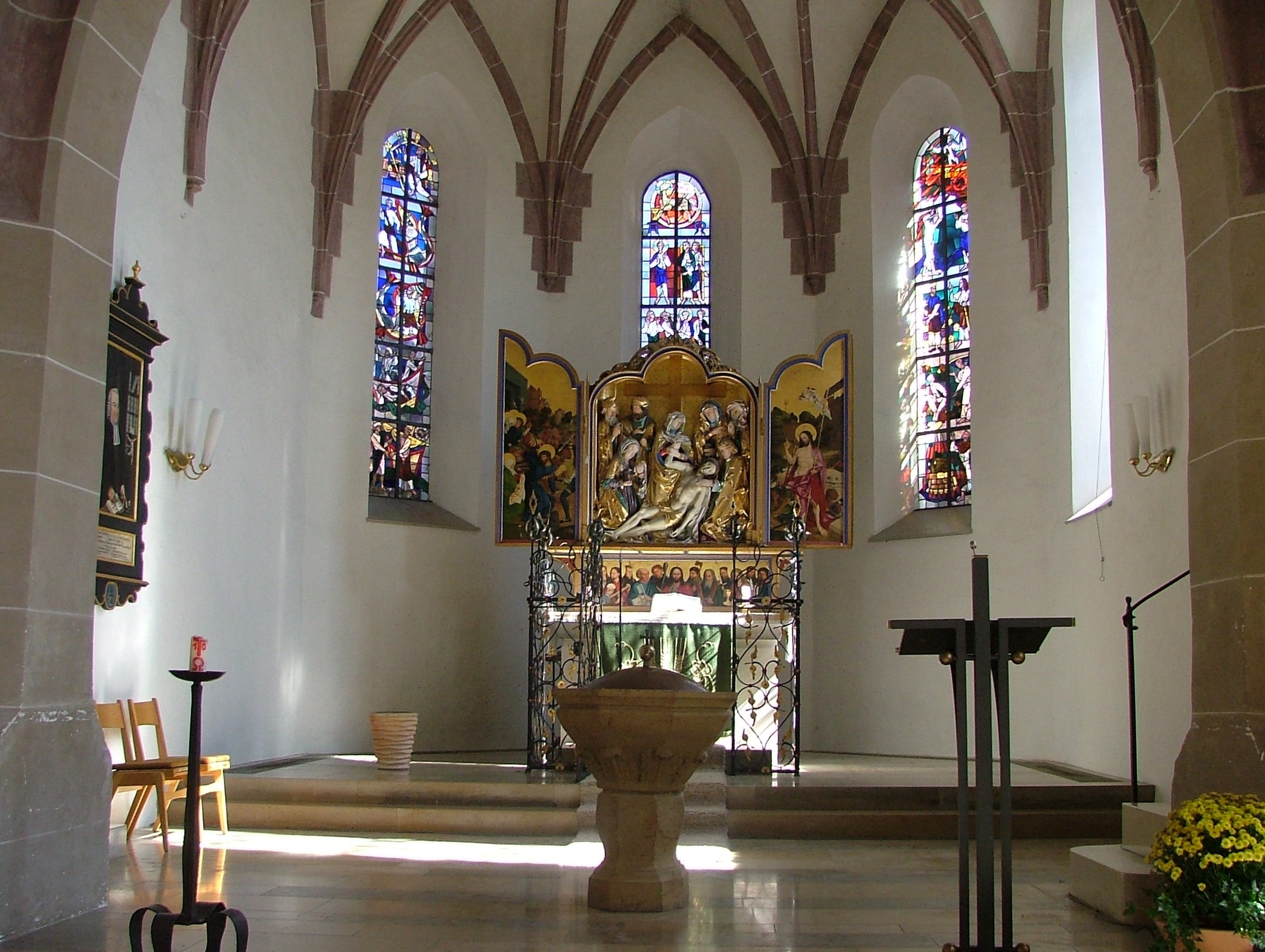
Chor mit Altar

Die spätgotische Saalkirche besteht aus einem Langhaus, einem 1490 gebauten, eingezogenen, dreiseitig geschlossenen Chor im Osten und einem Kirchturm im Westen, der aus der Achse des Langhauses nach Süden verschoben ist. Seine unteren Geschosse stammen aus dem 13. Jahrhundert. Seine Obergeschosse, die die Turmuhr und den Glockenstuhl mit fünf Kirchenglocken beherbergen, und seine Haube von 1797/98 sind barock.
Der Innenraum des Langhauses hat Emporen an der West- und Nordseite. Zur Kirchenausstattung gehört ein Flügelaltar von 1510, der dem Umkreis von Martin Schaffner zugeschrieben wird. Die Orgel wurde 1974 von der Giengener Orgelmanufaktur Gebr. Link als Opus 941 in den alten Prospekt eingebaut.